# 酸化タングステン(III)
酸化タングステン(III)（さんかタングステン、tungsten(III) oxide）は、化学式 W2O3 で表される、三価のタングステンと酸素の化合物である。前駆体として W2(N(CH3)2)6 を使い、140–240°Cで薄層を成長させることができると2006年に報告された。一般的な教科書では言及されていない。いくつかの古い文献では W2O3 が記述されているが、これはタングステンの原子量が現代の値 (183.84) のおよそ半分の92とされていた時代のことであり、実際には酸化タングステン(VI) WO3 のことである。